# Mosze Gutman
Mosze lub Michaił Gutman lub Guttman (biał. Мойша/Міхаіл Гутман, Mojsza/Michaił Gutman, ros. Моше/Михаил Гутман, Mosze/Michaił Gutman, ur. w 1883, zm. 20 czerwca 1938) – polityk socjalistyczny działający na początku XX wieku na terenie Rosji, a następnie obecnej Ukrainy i Białorusi; w 1917 roku członek Ukraińskiej Centralnej Rady i delegat na I Zjazd Wszechbiałoruski; w 1918 roku współtwórca Białoruskiej Republiki Ludowej (BRL), członek jej rządu i przedstawiciel mniejszości żydowskiej w jej strukturach.

## Życiorys
Na początku XX wieku działał w ruchu socjalistycznym w Rosji, pełnił funkcję jednego z przywódców żydowskiego JeOSP. W 1917 roku wchodził w skład Ukraińskiej Centralnej Rady. W okresie istnienia Republiki Rosyjskiej w 1917 roku reprezentował Żydów w działającej w Piotrogrodzie Radzie Narodowych Socjalistycznych Partii Rosji. Organizacja ta zrzeszała przedstawicieli mniejszości narodowych w Rosji i przyczyniła się do opracowania nowego wówczas pojęcia „autonomii narodowej”.

### Działalność w białoruskim ruchu narodowym

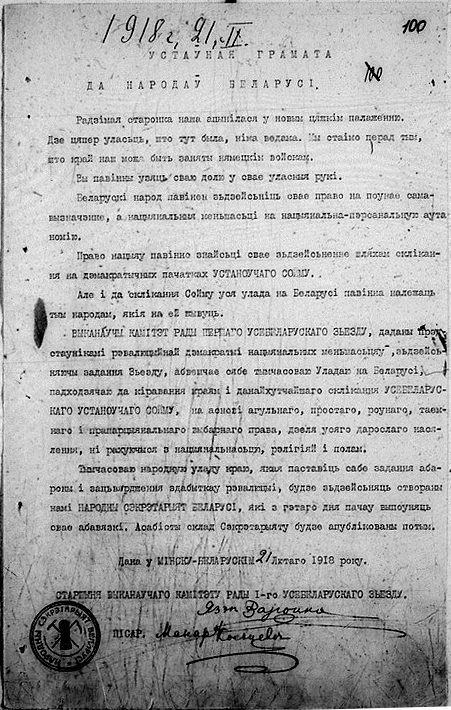
Pierwsza Hramota Konstytucyjna napisana w domu i przy współudziale Mosze Gutmana

W dniach 5–17 grudnia 1917 roku Mosze Gutman był jednym z delegatów na I Zjazd Wszechbiałoruski. Wszedł w skład Rady Zjazdu Wszechbiałoruskiego. Pod koniec 1917 lub na początku 1918 roku został wybrany do Komitetu Wykonawczego (KW) Rady Zjazdu Wszechbiałoruskiego jako przedstawiciel mniejszości żydowskiej. 21 lutego 1918 roku w jego domu i przy jego współudziale została napisana Pierwsza Hramota Konstytucyjna, która m.in. ogłaszała utworzenie „rządu” – Ludowego Sekretariatu Białorusi. Po ogłoszeniu Hramoty tego samego dnia objął stanowisko towarzysza przewodniczącego Ludowego Sekretariatu Białorusi. Uczestniczył również w opracowaniu Drugiej Hramoty Konstytucyjnej, która została obwieszczona 9 marca 1918 roku przez KW Rady Zjazdu Wszechbiałoruskiego i która m.in. ogłaszała utworzenie Białoruskiej Republiki Ludowej (na razie jeszcze bez deklaracji niepodległości). Pozostawał w składzie Ludowego Sekretariatu także po ogłoszeniu niepodległości BRL. Wkrótce po 27 kwietnia 1918 roku wraz z pozostałymi Żydami opuścił wszystkie stanowiska w strukturach BRL. Przyczyną był sprzeciw wobec telegramu rządu BRL do niemieckiego cesarza Wilhelma II, który oznaczał reorientację polityki BRL z Rosji na Niemcy.

## Oceny
Według Inny Gierasimowej, wkład Mosze Gutmana w utworzenie i działalność BRL nie jest jeszcze w pełni zbadany. Jej zdaniem podobieństwa między dokumentami wydawanymi przez BRL i Ukraińską Centralną Radę wskazują, że Gutman, biorąc udział w tworzeniu białoruskiego państwa, korzystał z politycznego doświadczenia zdobytego na Ukrainie. Świadczą o tym zwłaszcza zapisy na temat praw mniejszości żydowskiej, zawarte w ukraińskich i białoruskich deklaracjach.